# Pristimantis cristinae
Eleutherodactylus cristinae là một loài động vật lưỡng cư trong họ Strabomantidae, thuộc bộ Anura. Loài này được Lynch & Ruiz-Carranza mô tả khoa học đầu tiên năm 1985.